# Johannes Haas (Richter)
Carl Johannes Haas (* 5. Oktober 1851 in Schlötenitz, Kreis Pyritz; † 29. Januar 1908 in Leipzig) war ein deutscher Reichsgerichtsrat.
Haas wurde im Deutsch-Französischen Krieg 1870/71 mit dem Eisernen Kreuz I. Klasse ausgezeichnet. Aufgrund der geringen Anzahl der Verleihungen hatte er damit als Jurist ein Alleinstellungsmerkmal. 1875 wurde der Preuße Haas vereidigt. 1881 wurde er Landrichter. 1894 erfolgte die Ernennung zum Landgerichtsrat. 1898 wurde er zum Oberlandesgerichtsrat befördert. 1906 wurde er an das Reichsgericht berufen. Er war bis zu seinem Tod 1908 im V. Zivilsenat beschäftigt.